# Fagus
Fagus is de botanische naam van een geslacht van loofbomen. Hiervan komt in Nederland en België de beuk (Fagus sylvatica) voor. Soms wordt het woord "beuk" in een ruimere betekenis gebruikt, zie bijvoorbeeld haagbeuk en hopbeuk. Bomen met dergelijke namen zijn niet noodzakelijkerwijs nauw verwant. 
Fagus telt circa tien soorten bomen. Ze komen van nature voor in de gematigde delen van het noordelijk halfrond. De bladeren zijn geheel of gedeeltelijk getand, en variëren in lengte van 5-15 cm en in breedte van 4-10 cm. De bloemen zijn eenslachtig. Bestuiving vindt door de wind plaats. De nootjes zijn eetbaar (in kleine hoeveelheden), maar bitter door het hoge gehalte aan tannine.

## Soorten
- Fagus crenata – Japanse beuk
- Fagus engleriana – Chinese beuk
- Fagus grandifolia – Amerikaanse beuk
- Fagus hayatae – Taiwanese beuk
- Fagus japonica – Japanse bruine beuk
- Fagus longipetiolata – Zuid-Chinese beuk
- Fagus lucida – Glimmende beuk
- Fagus mexicana – Mexicaanse beuk
- Fagus orientalis – Oosterse beuk
- Fagus sylvatica – Beuk